# کشمرز
کشمرز روستایی در دهستان افشاریه بخش شهر خرمدشت شهرستان تاکستان استان قزوین منطقه قارقان است. مهرداد محمدی و میلاد محمدی بازیکنان فوتبال اهل ایران اصالتا اهل این روستا هستند. مردم روستای کشمرز ترک هستند و به زبان ترکی آذربایجانی صحبت می‌کنند.

## جمعیت
این روستا در دهستان افشاریه قرار دارد و براساس سرشماری مرکز آمار ایران در سال ۱۳۹۰، جمعیت آن ۶۰۰ نفر (۱۲۵خانوار) بوده‌است.